# Pterastericola
Famille
Genre
Pterastericola est un genre de ver plat, le seul de la famille des Pterastericolidae. Cette famille appartient au sous-ordre des Dalytyphloplanida et à l'ordre des Rhabdocoela. Les Pterastericola sont des parasites d'échinodermes.

## Systématique
Les noms valides complets (avec auteur) de ces taxons sont :
- pour la famille : Pterastericolidae Meixner, 1926,[1]
- pour l'unique genre : Pterastericola Beklemischev, 1916[1].

### Synonyme
Pterastericola a pour synonyme Triloborhynchus Bashiruddin & Karling, 1970.

### Liste des espèces
Selon la base de données World Register of Marine Species (23 décembre 2023), le genre Pterastericola contient les 12 espèces suivantes :
- Pterastericola asamushii Jondelius, 1992
- Pterastericola astropectinis (Bashiruddin & Karling, 1970) Jondelius, 1992
- Pterastericola australis Cannon, 1986
- Pterastericola bergensis Jondelius, 1992
- Pterastericola fedotovi Beklemischev, 1916
- Pterastericola pellucida Jondelius, 1989
- Pterastericola psilastericola (Jespersen & Luetzen, 1972) Jondelius, 1992
- Pterastericola ramosa Cannon, 1986
- Pterastericola rottnestensis Jondelius, 1996
- Pterastericola sinensis Jondelius, 1992
- Pterastericola sprenti Cannon, 1986
- Pterastericola vivipara Cannon, 1978

### Publication originale
(de) Josef Meixner, « Beitrag zur Morphologie und zum System der Turbellaria-Rhabdocoela. II. Ueber Typhlorhynchus nanus Laidlaw und die parasitischen Rhabdocoelen nebst Nachtragen zu den Calyptorhynchia », Zeitschrift für Morphologie und Ökologie der Tiere, vol. 5, 1926, pp. 577-624